# 百草園

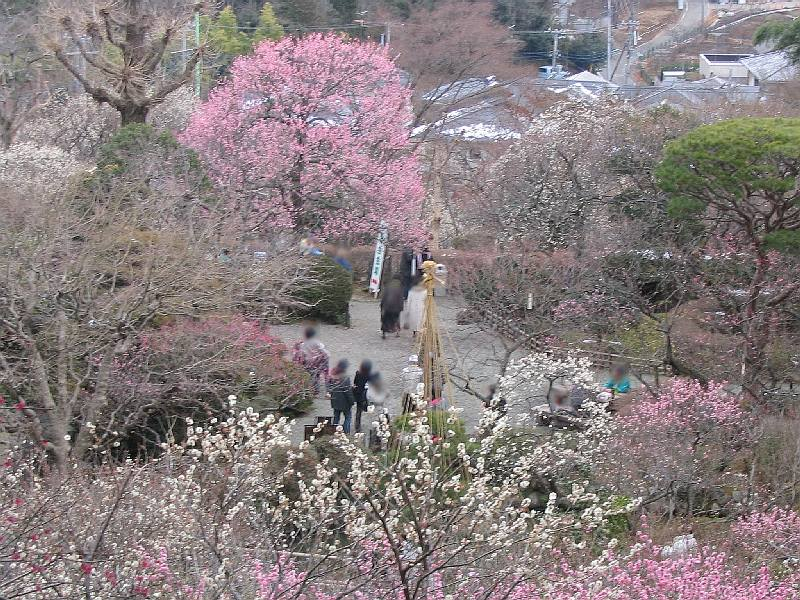
「梅まつり」開催中の梅林

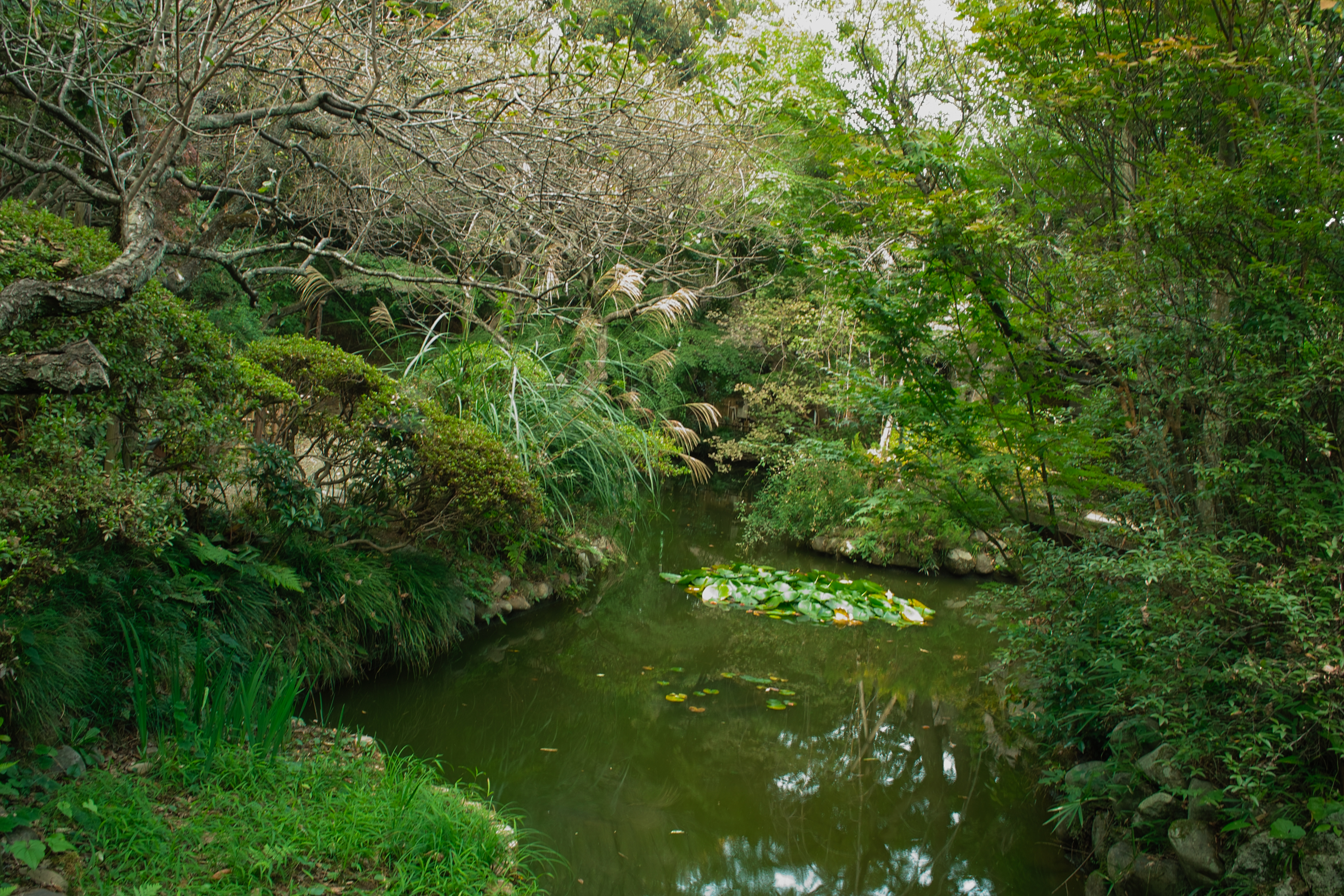
園内風景

百草園（もぐさえん）は、多摩丘陵の一角である東京都日野市百草560番地に所在する庭園。1957年からは京王電鉄が所有しているため、正式名称を京王百草園（けいおうもぐさえん）という。日野市指定史跡・名勝。
園内には、若山牧水の歌碑、松尾芭蕉句碑などがある。また梅の木が約800本あり観梅の名所としても知られ、毎年2月から3月に「梅まつり」が開催される。
園内は多西吉富郷に比定され、鎌倉時代の関東御祈祷所である真慈悲寺は近在にあったと考えられている。

## 沿革
- 享保年間：寿昌院殿慈覚元長尼が松連寺（升井山、桝井山、のち慈岳山）を再建し、それに伴い百草園が造営される[2]。
- 明治初期：松連寺（黄檗宗）は廃寺。百草園は地元出身の生糸商人、青木角蔵が所有。
- 1957年（昭和32年）：京王帝都電鉄（現・京王電鉄）に移管。

## 施設等
- 松連庵（しょうれんあん）
- 三檪庵（さんれきあん）茶室
- 心字池
- 寿昌梅

## 催し物
- 梅まつり（2月 - 3月）
- 新緑まつり（4月 - 5月）
- 紅葉まつり（11月）

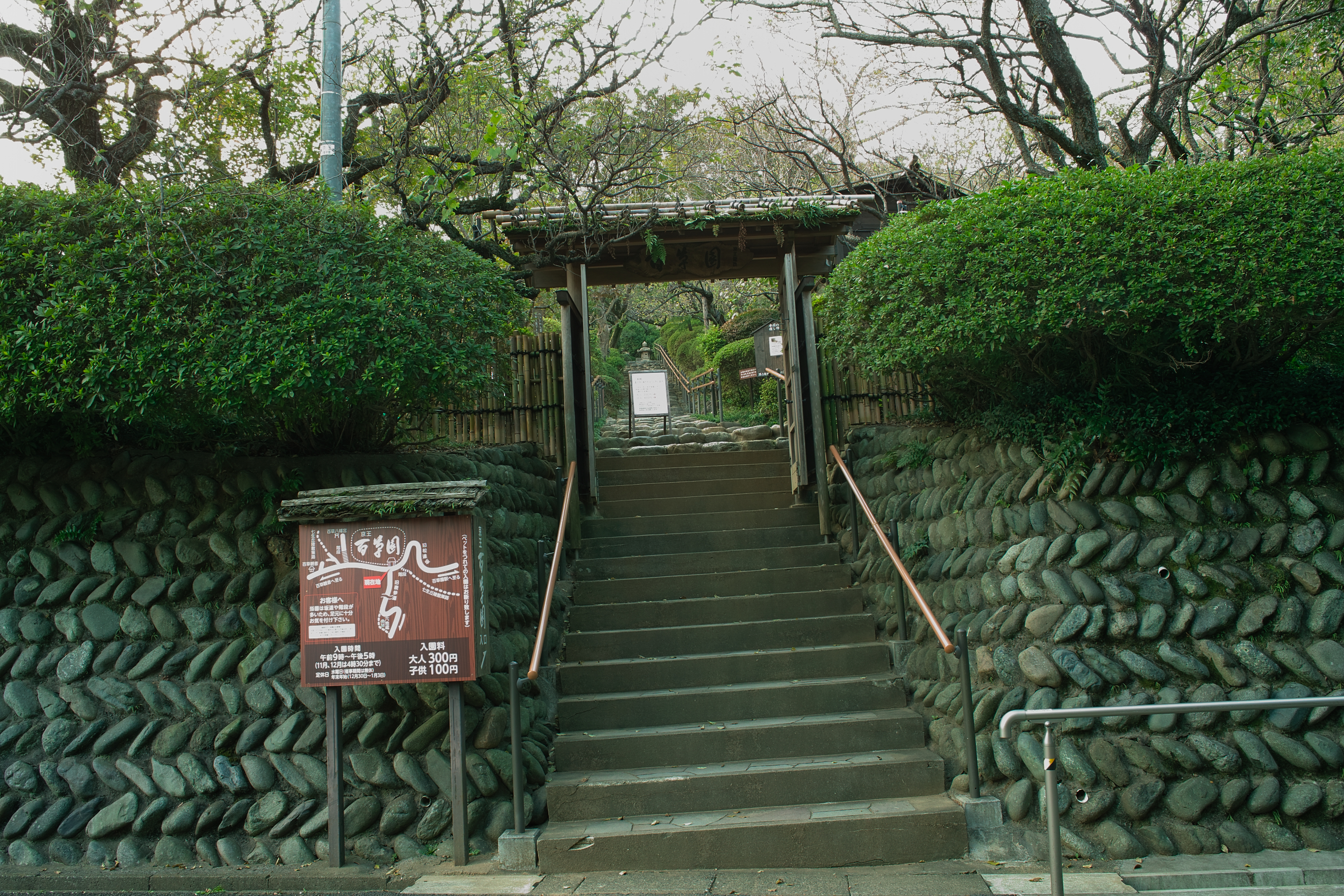
正門
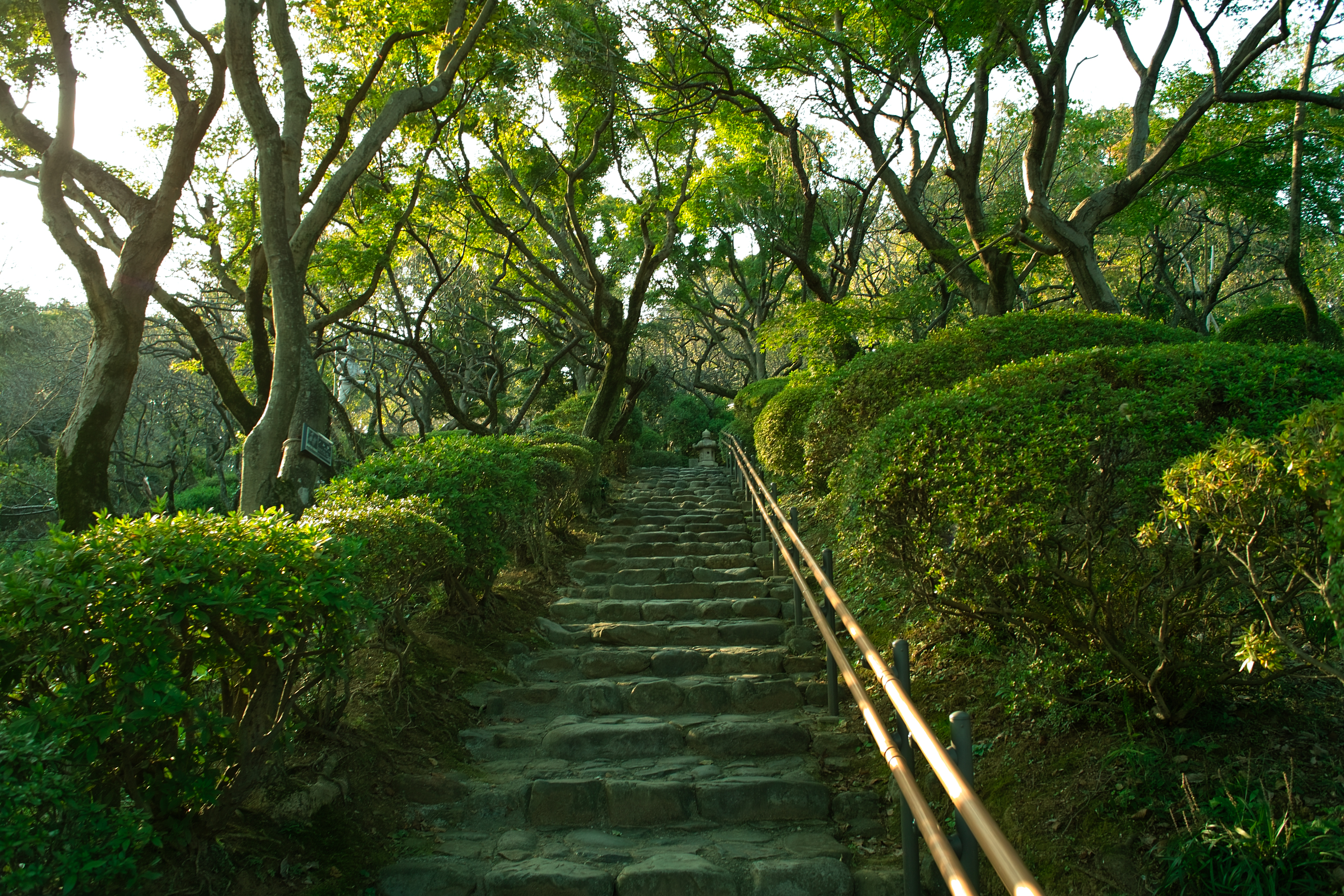
園内風景
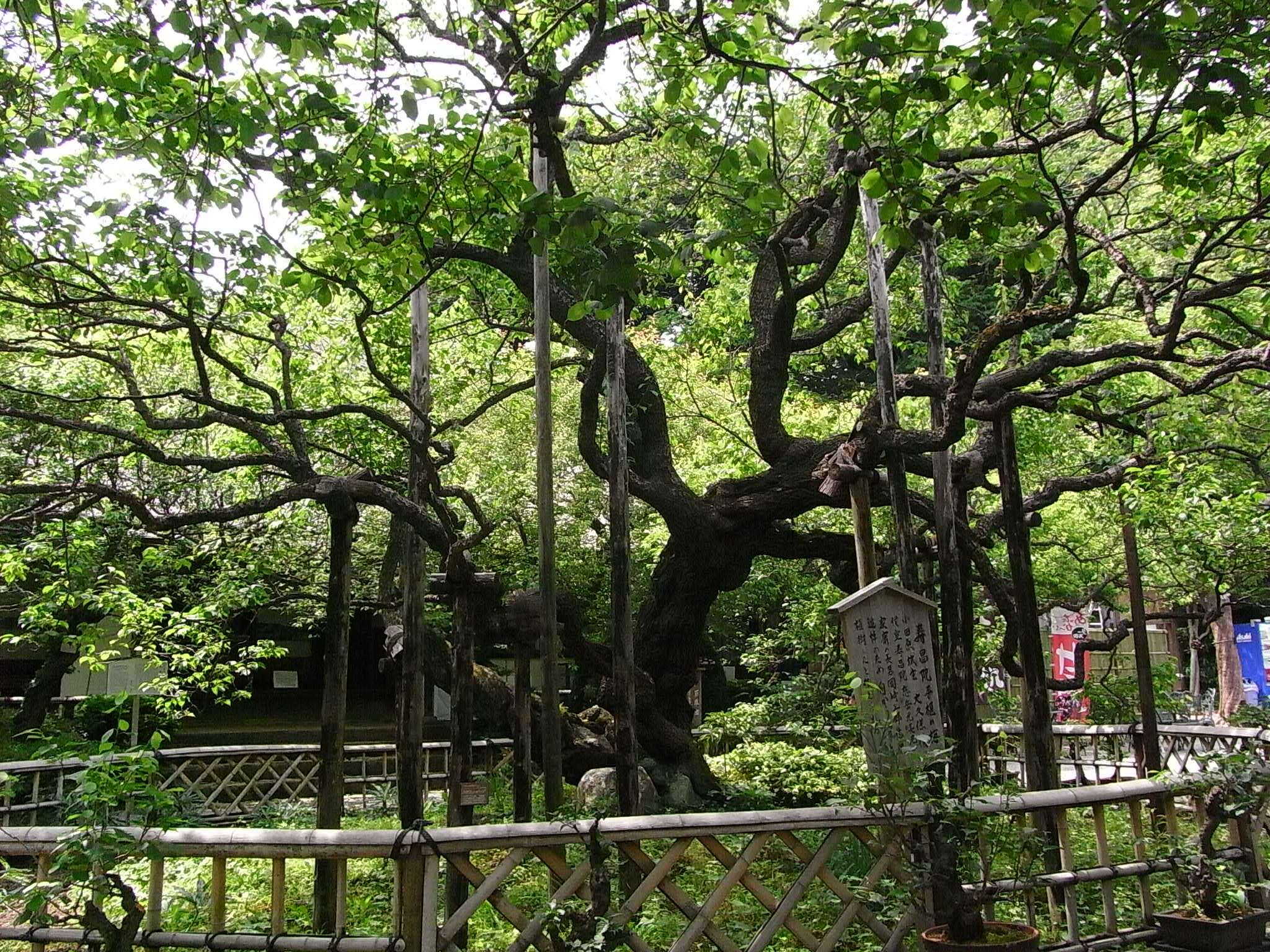
「寿昌院手植の梅」（2009年5月26日撮影）
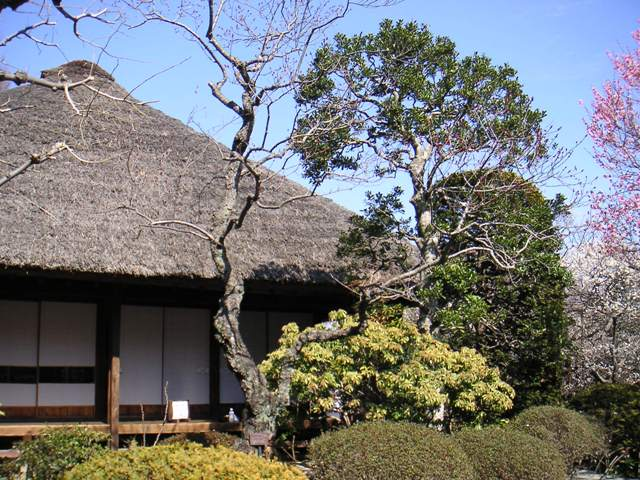
松連庵
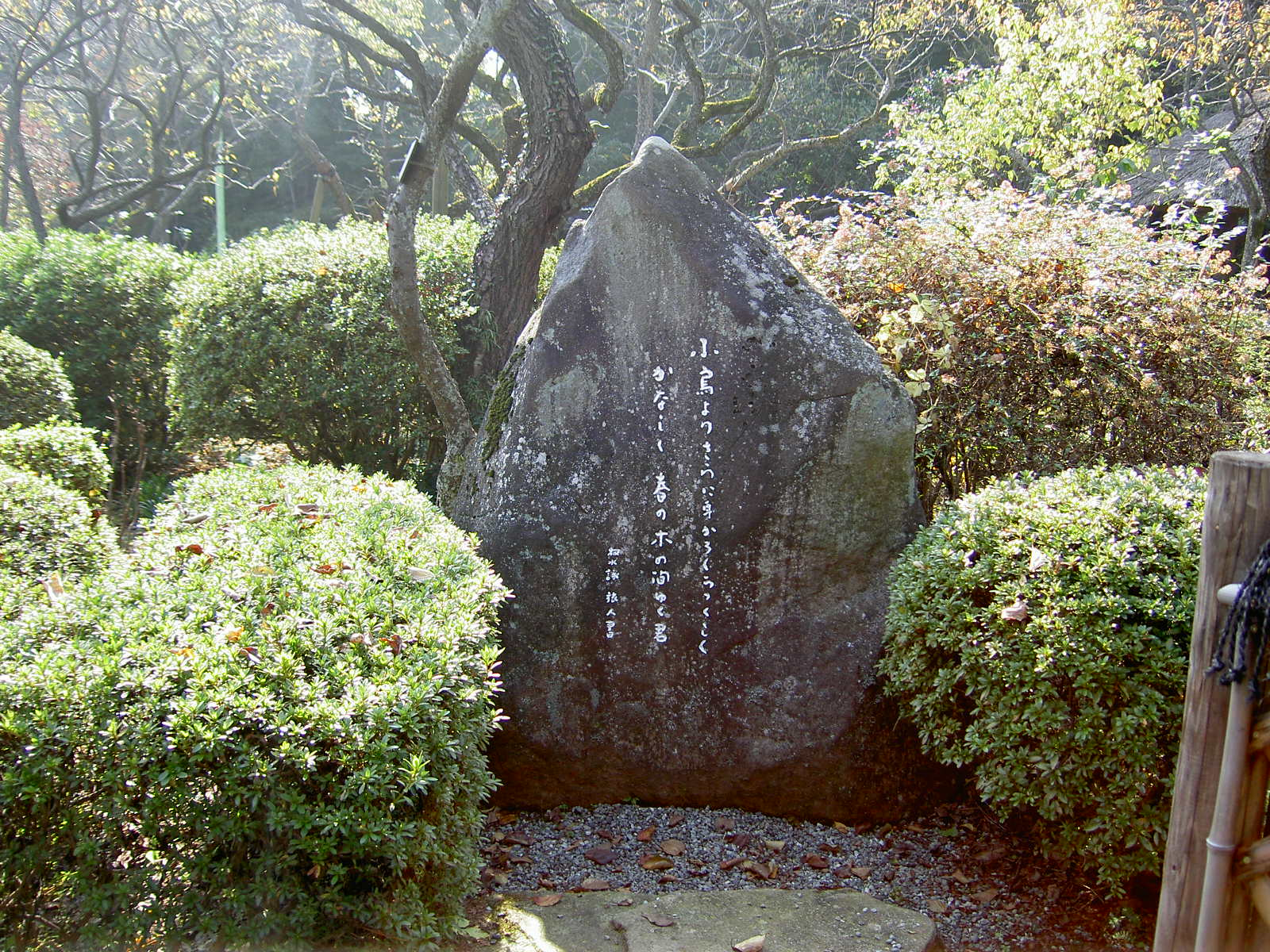
若山牧水生誕百周年歌碑
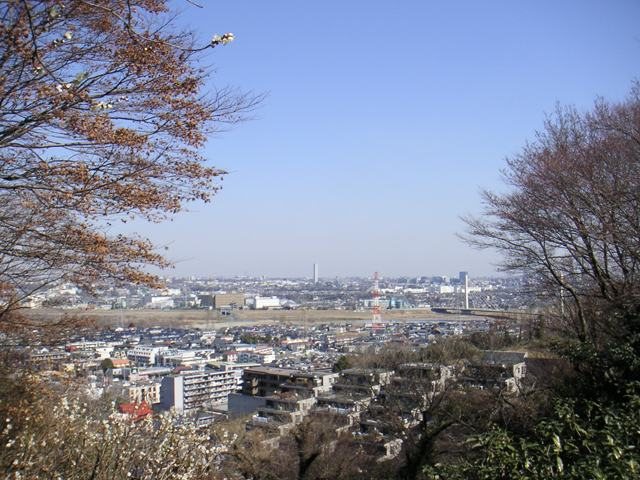
園内から府中方面を望む

## 周辺施設
- 七生丘陵散策コース
- 百草八幡宮
- あしなが心塾・あしながレインボーハウス

## その他
- 園内でドラマ・CM・スチール撮影などのロケが可能（要事前申込）[3]。
- 「松連庵」及び「三檪庵」を、貸切利用可能（要事前申込）[3]。
- 梅まつり開催期間中は最寄りの百草園駅に、京王線の一部の優等列車が臨時停車する場合がある。
- 最寄駅の百草園駅から当園までは急勾配の坂が続いており、公式ページでは特急停車駅である隣駅の聖蹟桜ヶ丘駅・高幡不動駅からタクシーの利用も案内されている[1]。また駐車場の設備はない。

## 関連
- 百草園駅
- 京王電鉄